# Man in Space
Man in Space ist der Titel der 20. Folge der US-amerikanischen Fernsehreihe Disneyland, Staffel 1, die ursprünglich am 9. März 1955 im amerikanischen Fernsehen ausgestrahlt wurde. Die Regie dieser Folge lag bei dem Disney-Trickfilmzeichner Ward Kimball, der auch als Produzent auftrat. Kimball griff bei der Erstellung des Drehbuchs auch auf die Wissenschaftler Willy Ley, Heinz Haber und Wernher von Braun, die als wissenschaftliche Berater fungierten, sowie Dick Tufeld, die amerikanische Stimme des Roboters in der Fernsehserie Lost in Space, zurück.
Kimball war 1957 mit dieser Episode in der Kategorie „Bester Dokumentar-Kurzfilm“ für einen Oscar nominiert.

## Inhalt
Es wird ein kurzer Überblick über die Geschichte des Baus von Raketen vermittelt, die als Lenkflugkörper eingeordnet werden, und im Gegensatz zu Geschossen lange Beschleunigungsphasen haben. Es gibt kleine Raketen, wie Feuerwerksraketen bis hin zu riesigen Raketen, die im Apollo-Programm – dem bemannten Flug zum Mond – zum Einsatz kommen. Der erste Start einer Rakete geht auf das Jahr 1232 im Kaiserreich China zurück. In Europa wurde erstmals im siebenbürgischen Hermannstadt der Start einer Rakete dokumentiert. Die Sprache kommt auch auf den Raketenpionier Wernher von Braun, auf den die Entwicklung zurückgeht, die zur Nutzung von Raketen als Transportmittel für Massenvernichtungswaffen führte. Kimball erklärt Newtons drittes Bewegungsgesetz und Wernher von Braun erläutert, wie es möglich ist, dass eine Rakete in den Weltraum fliegen kann. Wir blicken zurück auf die Geschichten von Jules Verne und auch auf Georges Méliès frühen Kurzfilm A Trip to the Moon.
Es wird versucht, komplexe Sachverhalte vereinfacht darzustellen, wobei die Köpfe zu Wort kommen, die teils hinter den Projekten dieser Zeit standen. Sie sagen zahlreiche Details des zukünftigen Weltraumflugs ziemlich genau voraus. Gezeigt werden auch einige frühe Testmethoden, bei denen der Mut der Freiwilligen zu bewundern ist, die heftigen Luftdruckveränderungen ausgesetzt waren. Die verwendete Disney-Animation richtet sich auch an Erwachsene – ein Arzt unterrichtet darüber, welche Auswirkungen die Raumfahrt auf den Menschen haben kann.
Es folgt eine Diskussion über Raketen und eine humorvolle Animation darüber, was Menschen, die mit einer Rakete im Weltall sind, wohl sehen, wie sie sich physisch und psychisch fühlen in Bezug auf Schwerelosigkeit und andere Dinge.

## Produktion

### Produktionsnotizen
Dem im Rahmen der Reihe Disneyland ausgestrahlten Beitrag folgten in den Staffeln 2 und 4 Episoden mit den Titeln Man and the Moon/Der Mensch und der Mond und Mars and Beyond/Der Mars und jenseits davon. Ub Iwerks sorgte für die visuellen Effekte.

### Weitere Verwendung
Man in Space wurde fürs Theater bearbeitet und zu einer Featurette zusammengestellt, die den Abenteuerfilm Flußpiraten begleitete. Eine Adaption der Episode wurde 1956 unter dem Titel Walt Disney’s Man in Space: A Science Feature from Tomorrowland von Dell Comics innerhalb der Comic-Anthologie „Four Color # 716“ veröffentlicht unter Mitwirkung von Don R. Christensen und Tony Sgroi. Im selben Jahr erfolgte auch ein Nachdruck in Großbritannien unter dem Titel A World Distributors Movie Classic (# 45) und 1959 eine Kombination mit den beiden anderen Comic-Adaptionen vom Mond und vom Mars.
Ein Teil dieser Episode wurde zudem 1964 unter dem Titel Alles über Schwerelosigkeit herausgegeben. Außerdem war die Episode Inhalt eines Tomorrowland-Adventure-Buches für den Unterricht im Jahr 1959, Titel: „Walt Disney Productions. Adaptiert für den Schulgebrauch von Willy Ley, illustriert von Carbe, Nino“.

### Interesse, Veröffentlichung
Die Episode wurde von schätzungsweise mehr als 40 Millionen Menschen gesehen. US-Präsident Dwight D. Eisenhower bat um eine Kopie der Sendung, um sie den Raketenexperten des Pentagons zu zeigen. Auch Leonid Iwanowitsch Sedow, der Vorsitzende der sowjetischen Kommission für Raumfahrt, bat seinerzeit um eine Kopie.
In den USA wurde der Film erstmals am 9. März 1955 im Fernsehen ausgestrahlt, am 18. Juli 1956 erfolgte der Start in den Kinos der USA in einer überarbeiteten Fassung. In Japan wurde der Film erstmals am 7. August 1957 im Kino gezeigt, in Dänemark am 14. Oktober 1957.
Walt Disney Treasures veröffentlichte die Episode 2004 als Teil der Reihe Tomorrowland auf DVD.

## Rezeption

### Kritik
Bei Animated Views zeigte sich Rodney Figueiredo beeindruckt von den Filmen der „Tomorrowland Themenwelt“, zu denen auch Man in Space gehört. Das Set überrasche und biete Schätze von Walt Disney, die nicht enttäuschen würden. Einige der großartigen Episoden spiegelten wider, mit wie viel Optimismus Disney die Zukunft gesehen habe. Auch sei es interessant zu sehen, wie viele der damaligen Vorhersagen sich bewahrheitet hätten.
Dan Heaton schreibt bei The Tomorrow Society, Disneys berühmte Episode Man in Space sei ein Vintage-Klassiker und kombiniere Bildung und Unterhaltung in einer seltsam effektiven Mischung. Die Liebe zum Detail sei in diesem Film atemberaubend. Man in Space werde die Zuschauer faszinieren, die sich für die Geschichte der Raumfahrt interessieren würden aber auch diejenigen, die sich für Disney komplette Werke interessieren würden.

### Auszeichnung
Ward Kimball war 1957 mit dem Film für einen Oscar in der Kategorie „Bester Dokumentar-Kurzfilm“ nominiert, hatte jedoch das Nachsehen gegenüber Louis Clyde Stoumen und dessen Film über den Sezessionskrieg The True Story of the Civil War.